# Жданкин, Никита Алексеевич
Ники́та Алексе́евич Жда́нкин (род. 13 октября 1989) — российский футболист, нападающий.

## Карьера
Начинал карьеру в клубе «Зенит» Челябинск в сезоне 2007 года, проведя на поле 25 матчей и забив 3 гола. В следующем сезоне перешёл в «Урал», в составе которого провёл 32 матча и стал участником полуфинала розыгрыша Кубка России 2007/08 против «Амкара», заменив на 64-й минуте Евгения Алхимова. В 2009 году вновь вернулся в Челябинск. В сезоне 2015/16 — игрок клуба «Солярис».

## Достижения
«Урал»
- Полуфиналист Кубка России: 2007/08

«Газовик»
- Победитель Второго дивизиона ПФЛ (зона Урал—Поволжье): 2010